# Klaas Nieboer
Klaas Nieboer (Foxhol, 14 augustus 1925 - Vught, 22 augustus 1944) was een Nederlandse verzetsstrijder tijdens de Tweede Wereldoorlog.
Al in het begin van de oorlog werden de beschikbare rantsoenen steeds kleiner. Er werd daarom onder andere nauw toegezien op het slachten van vee. Geregeld werden mensen opgepakt op verdenking van het slachten zonder toestemming van de bezetters. Op 9 juli 1941 werden er in Hoogezand verscheidene mensen opgepakt op verdenking van het frauduleus slachten van runderen en schapen. Onder hen ook de slager Cornelis Nieboer (1897-1942), vader van Klaas. De mannen werden naar de gevangenis in Groningen gebracht en van daar vervoerd naar Duitsland. Cornelis Nieboer werd naar het kamp Wewelsburg gebracht, waar hij overleed op 1 april 1942.

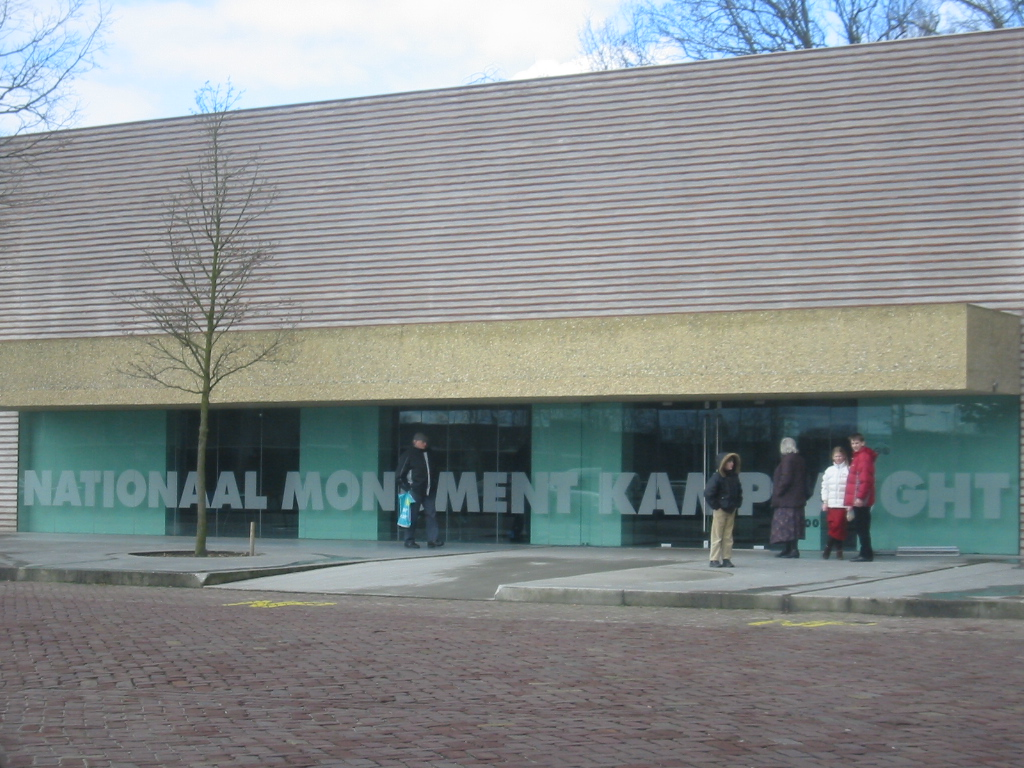
Nationaal Monument Kamp Vught, 2006

Toen zijn vader werd weggevoerd zat Klaas Nieboer op de mulo in Hoogezand. Op een gegeven moment was op de school een leraar uitgescholden voor 'vuile NSB'er'. De leerlingen moesten van de directeur hun verontschuldigingen aanbieden aan de leraar. Nieboer weigerde omdat hij niet gescholden had. Hij maakte de school niet af, maar ging aan het werk bij de fabriek van Scholten. Later ging hij naar de Handelsavondschool. Toen het bericht kwam dat Nieboer in arbeidsdienst (Arbeitseinsatz) moest, dook hij onder.
Op zijn onderduikadres kwam Nieboer in aanraking met het verzet in Noord-Drenthe. Bij een overval in Noord-Sleen op 15 mei 1944, waar men 'ausweisen' wilde bemachtigen, werd hij neergeschoten. Hij kon nog vluchten, maar werd later gevonden. Nieboer werd naar de gevangenis in Assen gebracht en op 26 mei naar het Kamp Vught.
Nieboer werd op 22 augustus 1944, acht dagen na zijn negentiende verjaardag, gefusilleerd. Waar hij begraven is, is niet bekend. Zijn naam staat wel vermeld op het herinneringsmonument in Vught. Op de grafsteen van zijn moeder Janna op De Stille Hof in Hoogezand staat o.a.: "In haar gedenken wij ook onze lieve vader en opa Cornelis Nieboer ... en onze broer en oom Klaas Nieboer".
Op 13 juli 1945 besloot de gemeenteraad van Hoogezand de naam van de Meerweg in Foxhol, waar de familie woonde, te hernoemen naar 'K. Nieboerweg', "...overwegende, dat het gewenscht is, dat de naam van een illegalen werker, die in de strijd tegen de vijand voor het vaderland zijn leven liet, voor het nageslacht bewaard blijft."
In 2014 werd ter nagedachtenis van de verzetshelden uit Foxhol een oorlogsmonument opgericht met daarop de volgende tekst: "Foxhol herdenkt zijn verzetshelden Gerrit Imbos, Klaas Nieboer, Evert Radema & Allen die door de hand van de bezetter niet terugkeerden. 1940 - 1945".